# Alexandrine von Taxis
Alexandrine von Taxis, född 1589, död 1666, var postmästare för huvudkontoret för posten i det tysk-romerska kejsardömet samt Spanska Nederländerna mellan 1628 och 1646. Hon tog över ämbetet från sin make Leonhard II von Taxis och skötte det fram till att hennes son Lamoral II Claudius Franz von Taxis var tillräckligt gammal och utbildad för att sköta det.  